# Rio Ogden

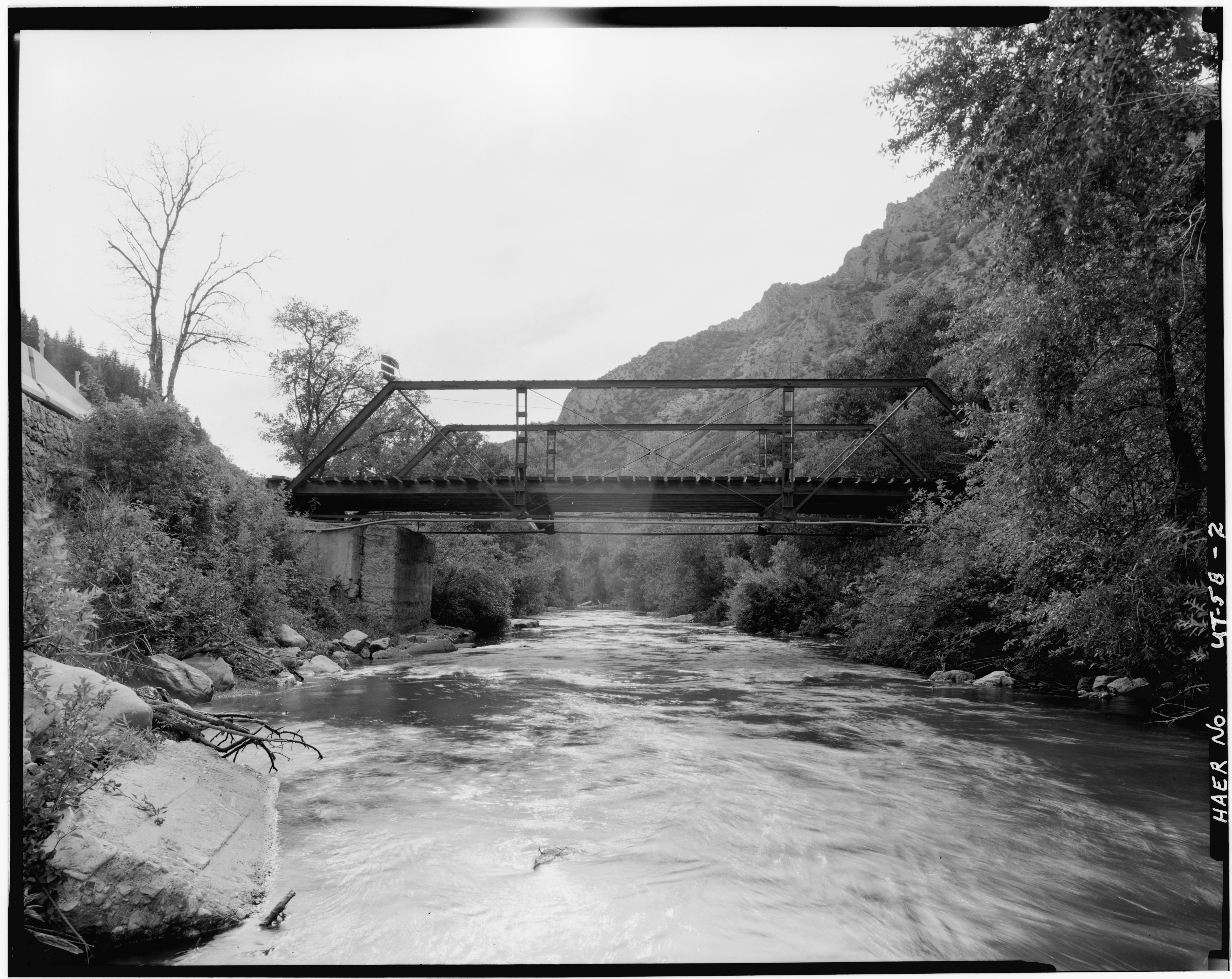
Leste na Ponte Fairmont sobre o Rio Ogden em Ogden Canyon

O Rio Ogden, localizado no Condado de Weber, Utah, nos Estados Unidos, tem aproximadamente 56 km (35 milhas) de extensão. Ele desempenha um papel importante na drenagem e abastecimento de água da região. O rio atravessa a cidade de Ogden e deságua no Grande Lago Salgado (Great Salt Lake). A bacia hidrográfica do Rio Ogden é conhecida por suas paisagens montanhosas e oferece diversas oportunidades recreativas, como pesca, canoagem e caminhadas ao longo de suas margens.

## Descrição
As três bifurcações do Rio Ogden (Norte, Central e Sul) começam na Cordilheira Wasatch, no Condado de Weber, e convergem no Reservatório Pineview, perto de Huntsville . O rio então flui para sudoeste através do Ogden Canyon, da cidade de Ogden e da fronteira de West Haven e Marriott-Slaterville, onde se junta ao Rio Weber .
O Rio Ogden é considerado mais antigo que as Montanhas Wasatch. Ao longo dos últimos 15 milhões de anos, enquanto essas montanhas se elevavam devido a movimentos tectônicos na falha de Wasatch, o rio continuou seu fluxo, erodindo a paisagem e esculpindo o Ogden Canyon, que se estende por cerca de 9,7 km (6 milhas). Também inclui uma série de cânions menores que se ramificam ao longo de suas margens, criando um cenário natural notável e uma atração geológica importante na região de Utah. A cidade de Ogden fica no extremo oeste do Ogden Canyon, com o extremo leste na Represa Pineview .
Originalmente nomeado em homenagem ao comerciante de peles do século XIX, Peter Skene Ogden, o rio Ogden tem sido uma fonte de irrigação desde o início do século XX. A Represa Pineview foi concluída em 1937 como um de uma série de projetos do Bureau of Reclamation como parte do Projeto do Rio Ogden. Este projeto tenta fornecer irrigação para 25.000 acres de terras próximas. Outros projetos relacionados incluem o Canal Ogden-Brigham, que conecta o rio com Brigham City ao norte, o Ogden Canyon Conduit reconstruído e o Canal South Ogden Highline.